# Badaga, Heggadadevankote
Badaga là một làng thuộc tehsil Heggadadevankote, huyện Mysore, bang Karnataka, Ấn Độ.